# Eselsberg (Thierhaupten)
Die frühmittelalterliche Abschnittsbefestigung auf dem Eselsberg südlich von Thierhaupten im Landkreis Augsburg (Schwaben) zeigt einige typische Merkmale einer kleineren Ungarnschutzburg des 10. Jahrhunderts. Das von der Forschung bislang nur wenig beachtete Bodendenkmal ist Teil einer größeren früh- und hochmittelalterlichen Burgengruppe auf dem Lechrain zwischen Thierhaupten und Mering.

## Geschichte
Die Befestigung des Eselsberges geht in ihrer erhaltenen Ausprägung sicherlich auf die Burgenordnung König Heinrichs I. zurück (926). Der König hatte nach den verheerenden Ungarneinfällen des frühen 10. Jahrhunderts die Befestigung größerer Siedlungsplätze und die Anlage kleinerer (munitiones) und umfangreicherer (firmitates) Schutzburgen in den bedrohten Gebieten angeordnet. Möglicherweise diente die Befestigungsanlage als Refugium des nahen Klosters.
Der Eselsberg liegt am Nordrand des Schauplatzes der Schlacht auf dem Lechfeld. Die eher flüchtige Anlage der Verteidigungswerke könnte auf einen kurzfristig als Truppenstützpunkt und Fliehburg ausgebauten älteren Siedlungs- oder Burgplatz hindeuten. Etwa fünf Kilometer südlich liegt eine größere mutmaßliche Ungarnschutzburg (Pfarrerschanze) über dem Lechtal.

## Beschreibung

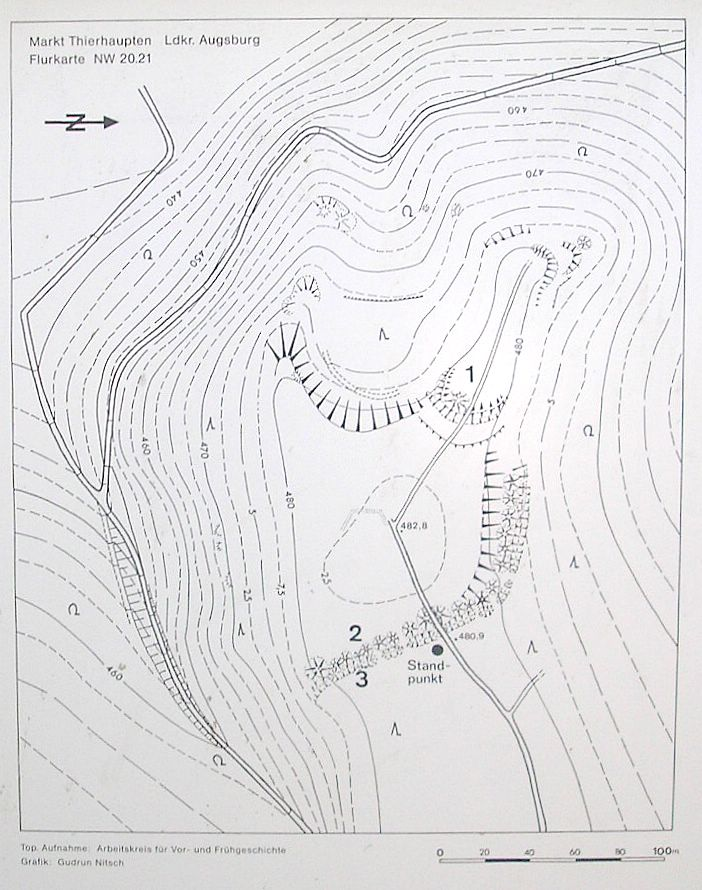
Geländeplan auf der Informationstafel vor der Anlage

Etwa 1500 Meter südlich des Klosters Thierhaupten springt ein nach Westen gerichteter Hügelsporn (ca. 480 m ü. NN) aus der Lechleite aus. Das etwa 40 Höhenmeter über dem Tal liegende Plateau (ca. 100 × 80 Meter)  dieses Vorsprunges wurde im Osten durch 19 meist kreisrunde Erdhügel (Höhe bis zu zwei Meter) mit vorgelagerten Grabentraversen (Aushubgruben) gesichert. Die Abschnittsbefestigung läuft am mäßig steilen Nordhang bogenförmig nach Westen. Der östliche Befestigungsabschnitt wurde 2001 im Rahmen eines heimatkundlichen Schulprojektes ausgeholzt und zugänglich gemacht. Seit 2002 berichtet hier eine Informationstafel von der Geschichte des Burgplatzes. Die übrigen Abschnitte sind durch die dichte Bewaldung bzw. den Bewuchs mit Dornengestrüpp weitgehend unzugänglich.
Die eigentümliche Bauweise dieser Befestigungslinie spricht für die ungarnzeitliche Datierung des Bodendenkmales. Die Erdhügel waren wahrscheinlich durch angespitzte Holzpflöcke bewehrt. Den Reiterannäherungshindernissen war wohl noch ein Gebück, also eine Dornenhecke vorgelagert. Die ungarischen Bogenschützen sollten so zum Absitzen und ungewohnten Fußkampf gezwungen werden.
Solche Annäherungshindernisse sind eigentlich ein Kennzeichen der größeren Ungarnwälle im Bereich des Bistums Augsburg (Haldenburg, Buschelberg bei Fischach). Hier sind den Wallanlagen bis zu 30 Meter lange Erdrippen als „Reitergassen“ vorgelegt.  Außer auf dem Eselsberg ist eine vergleichbare frühe oder vereinfachte Variante dieses Befestigungskonzeptes nur noch bei der Abschnittsbefestigung Straßberg bei Bobingen nachweisbar.
Im Nordwesten wurde ein schmaler, zungenförmiger Geländeausläufer (Länge etwa 70 Meter) durch einen seichten Graben abgetrennt, so dass sich eine Art Kernwerk ergibt. Hinter dem Graben ist ein noch etwa einen Meter hoher bogenförmiger Abschnittswall erkennbar. Neben dem Wegdurchstich liegt eine kreisrunde Grube auf dem nahezu ebenen Plateau. Der südlich anschließende Geländeabbruch scheint künstlich abgesteilt worden zu sein. 
Das Bayerische Landesamt für Denkmalpflege verzeichnet das Bodendenkmal als frühmittelalterliche Abschnittsbefestigung unter der Denkmalnummer D 7-7431-0095.